# Есперанс-Лонгдо
Есперанс-Лонгдо (фр. Société métallurgique d'Espérance-Longdoz) — одна з провідних бельгійських металургійних компаній 20 століття. Штаб-квартира компанії була розташована у місті Льєж. У 1970 році була приєднана до компанії «Кокеріль-Угре-Провіданс», унаслідок чого утворилася найбільша на той час металургійна компанія Бельгії «Кокеріль-Угре-Провіданс і Есперанс-Лонгдо».

## Історія
У 1845—1846 роках брати Доті (фр. Dothée) створили бляхарню у Лонгдо, місцевості побіля міста Льєж, що швидко перетворювалася в той час на один з промислових районів міста. У 1862—1863 роках Доті об'єднали своє підприємство з Товариством доменних печей, заводів і вугільних шахт Есперанс (фр. Société anonyme des Hauts Fourneaux, Usines et Charbonnages de l'Espérance, було засновано 1863 року), внаслідок чого було утворено Товариство вугільних шахт, доменних печей і вальцівниць (фр. Société des Charbonnages, Hauts Fourneaux et Laminoirs de l'Espérance). У 1877 році компанія продала свої гірничодобувні підприємства і стала металургійною компанією Есперанс-Лонгдо (фр. Société métallurgique d'Espérance-Longdoz).
Компанія першою у Бельгії почала виплавляти томасівський чавун і, відповідно, першою застосовувати томасівський процес для перероблювання його на сталь.
З 1936 року прокатні цехи на заводах компанії спеціалізувалися на прокатці виключно листового прокату, як тонкого так і товстого.

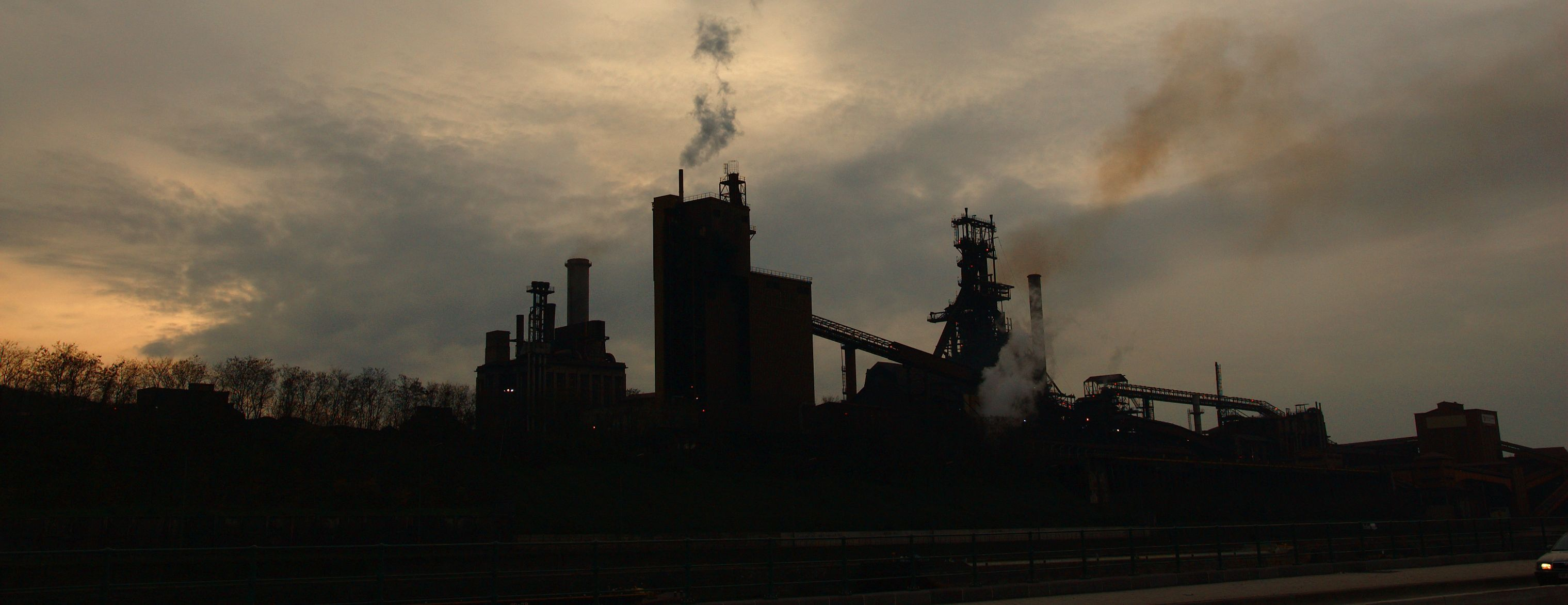
Металургійний завод у Серен. В центрі — доменна піч № 6, або «HF6», побудована компанією у 1959 році. Була єдиною доменною піччю заводу, що залишилася до 1990-х років. Зупинена 2008 року. Демонтована 2017 року.

У 1948 році компанія стає найбільшим бельгійським виробником листового прокату, досягнувши піку виробництва у 142 000 тонн. Незважаючи на це, завод, оточений житловими будинками, не міг розвиватися. З 1957 року завод припинив виробництво гарячекатаного прокату і зосередився на випуску лише холоднокатаної листової сталі.
У грудні 1950 року компанія першою у Бельгії на своєму заводі у Жемепп-сур-Мез (тепер в межах міста Серен) встановила широкосмуговий (широкоштабовий) прокатний стан. :92 Оскільки компанія на той час виробляла не достатньо сталі для забезпечення свого прокатного виробництва, вона купувала сляби у компанії «Кокеріль». :101
У 1960 році компанія разом з американською компанією «Аллегейні Лудлум» створила консорціум «Аллегейні-Лонгдо», який побудував у Генку (Фландрія) металургійний завод для виробництва неіржавіючої сталі.

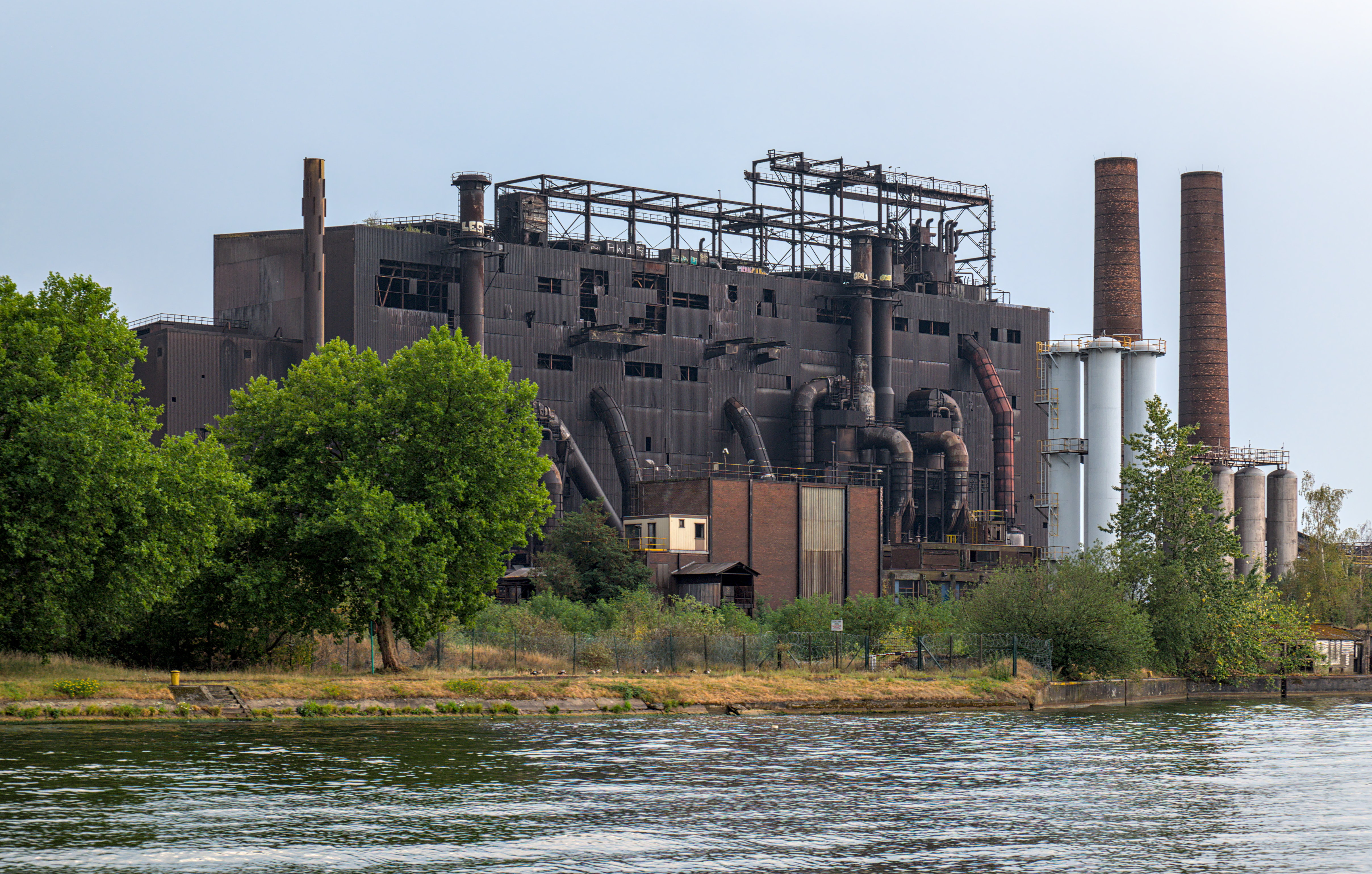
Металургійний завод Шерталь.

У 1963 році на заплавному острові Шерталь (фр. Chertal), в комуні Упей, утвореному між річкою Маас і Альберт-каналом при будівництві каналу, було побудовано новий металургійний завод з киснево-конвертерним цехом потужністю 1,6 мільйона тонн сталі на рік. Хоча завод спочатку проєктувався як завод з повним металургійним циклом, він в решті решт так і не мав власного доменного виробництва і чавун для переробки на сталь до нього доставляли у рідкому стані у чавуновозах міксерного типу з іншого заводу, росташованого за 22 км від нього у місті Серен. У 1968 році компанія вирішила сконцентрувати виробництво гарячекатаного листового прокату на заводі Шетраль, унаслідок чого у місті Жемепп прокатний цех прокатав свій останній сталевий зливок у 1968 році.
У 1970 році відбулося злиття компанії з іншим провідним виробником — компанією «Кокеріль-Угре-Провіданс». На той момент компанія виробляла близько 1,5 млн т сталі на рік і спеціалізувалася на виробництві листового прокату, включаючи цинкований і бляховий лист. Вона була пов'язана з американською металургійною корпорацією «Аллегейні Лудлум» у питаннях виробництва легованої сталі й інших славів.

## Подальша доля виробничих потужностей
Після 1970 року підприємства компанії перебували у власності багатьох інших компаній — «Кокеріль-Угре-Провіданс і Есперанс-Лонгдо», «Кокеріль-Самбр», «Arbed», «Usinor» і, в решті решт, з 2010 року — «ArcelorMittal». Металургійний завод Шерталь у 1998 році досяг потужності 2,85 млн т листового прокату на рік, однак у жовтні 2011 року компанія «ArcelorMittal» об'явила про припинення роботи заводу Шерталь. Тоді з колишніх підприємств «Есперанс-Лонгдо» та колишніх підприємств інших компаній, що також були поглинуті «ArcelorMittal» було звільнено біля 600 робітників. Станом на 2019 рік завод на Шерталь не працював. Доменну піч «HF6», останню з доменних печей на заводі у Серен, було зупинено у 2008 році і після багаторічного простою було демонтовано у 2017 році.

## Виноски
1. 1 2 3  Архів преси XX століття — 1908.
2. 1 2 3 4 5 6 7  R. Ranieri, J. Aylen. Ribbon of Fire. How Europe Adopted and Developed Us Strip Mill Technology (1920—2000) [Архівовано 13 листопада 2020 у Wayback Machine.]. 2013. (англ.)
3. ↑  Mény, Yves; Wright, Vincent; Rhodes, Martin (1987). The Politics of Steel: Western Europe and the Steel Industry in the Crisis Years (1974-1984) (англ.). Walter de Gruyter. ISBN 978-3-11-010517-9.
4. ↑   Belgium. // Mineral Trade Notes, Volume 67, № 11. Pages 28 — 29. (англ.)
5. ↑  Métallurgique d’Espérance-Longdoz Chertal. www.urbex.nl. UrbEx.nl and AndreJoosse.nl. Архів оригіналу за 27 жовтня 2020. Процитовано 6 листопада 2020. (англ.)
6. ↑  Haut-Fourneau 6 Seraing. www.urbex.nl. UrbEx.nl and AndreJoosse.nl. Архів оригіналу за 28 листопада 2020. Процитовано 6 листопада 2020. (англ.)